# Hohatzenheim
Hohatzenheim ist eine Commune déléguée in der französischen Gemeinde Wingersheim les Quatre Bans mit 241 Einwohnern (Stand: 1. Januar 2021) und ein Wallfahrtsort im Département Bas-Rhin in der Region Grand Est (bis 2015 Elsass).

## Geschichte

### Mittelalter
Von 786 stammt die älteste erhaltene Nennung des Dorfes. Es wurde auch als „Azzenheim“ oder „Atzne“ erwähnt. Das Dorf Hohatzenheim lag ab dem Spätmittelalter im Amt Buchsweiler, das am Anfang des 14. Jahrhunderts als Amt der Herrschaft Lichtenberg entstand. Es war ein Lehen des Bischofs von Metz. Um 1330 kam es zu einer ersten, 1335 zu einer zweiten Landesteilung zwischen den drei Linien des Hauses Lichtenberg. Hohenatzheim fiel je zur Hälfte an Johann II. von Lichtenberg, aus der älteren Linie des Hauses, und an die Nachkommen des früh verstorbenen Johann III. von Lichtenberg, die die mittlere Linie des Hauses begründete. 1378 verkaufte Heinrich IV. von Lichtenberg das Dorf zur Hälfte an Ulrich von Finstingen. Diese Hälfte wurde wohl später zurückgekauft, denn Hohatzenheim wird später immer als insgesamt zur Herrschaft Lichtenberg gehörend erwähnt.
Anna von Lichtenberg (* 1442; † 1474), Tochter von Ludwig V. von Lichtenberg (* 1417; † 1474), und eine von zwei Erbtöchtern mit Ansprüchen auf die Herrschaft, heiratete 1458 den Grafen Philipp I. den Älteren von Hanau-Babenhausen (* 1417; † 1480). Der hatte eine kleine Sekundogenitur aus dem Bestand der Grafschaft Hanau erhalten, um sie heiraten zu können. Durch die Heirat entstand die Grafschaft Hanau-Lichtenberg. Nach dem Tod des letzten Lichtenbergers, Jakob von Lichtenberg, eines Onkels von Anna, erhielt Philipp I. d. Ä. 1480 die Hälfte der Herrschaft Lichtenberg. Die andere Hälfte gelangte an seinen Schwager, Simon IV. Wecker von Zweibrücken-Bitsch. Das Amt Buchsweiler – und damit auch Hohatzenheim – gehörten zu dem Teil von Hanau-Lichtenberg, den die Nachkommen von Anna erbten.

### Neuzeit
Graf Philipp IV. von Hanau-Lichtenberg (1514–1590) führte nach seinem Regierungsantritt 1538 die Reformation in seiner Grafschaft konsequent durch, die nun lutherisch wurde.
Mit der Reunionspolitik Frankreichs unter König Ludwig XIV. kam das Amt Buchsweiler unter französische Oberhoheit. Nach dem Tod des letzten Hanauer Grafen, Johann Reinhard III. 1736, fiel das Hanau-Lichtenberg – und damit auch das Amt Buchsweiler – an den Sohn seiner einzigen Tochter, Charlotte, Landgraf Ludwig (IX.) von Hessen-Darmstadt. Mit dem durch die Französische Revolution begonnenen Umbruch wurde Hohatzenheim französisch.
Die Gemeinde Hohatzenheim bildete zum 1. Januar 2016 gemeinsam mit Mittelhausen, Gingsheim und Wingersheim die Commune nouvelle Wingersheim les Quatre Bans. Die Gemeinde war Mitglied der Communauté de communes du Pays de la Zorn.

### Bevölkerungsentwicklung
| 1798 | 1968 | 1975 | 1982 | 1990 | 1999 | 2007 | 2012 |
| ---- | ---- | ---- | ---- | ---- | ---- | ---- | ---- |
| 156  | 164  | 163  | 180  | 188  | 231  | 212  | 207  |

## Wallfahrtskirche

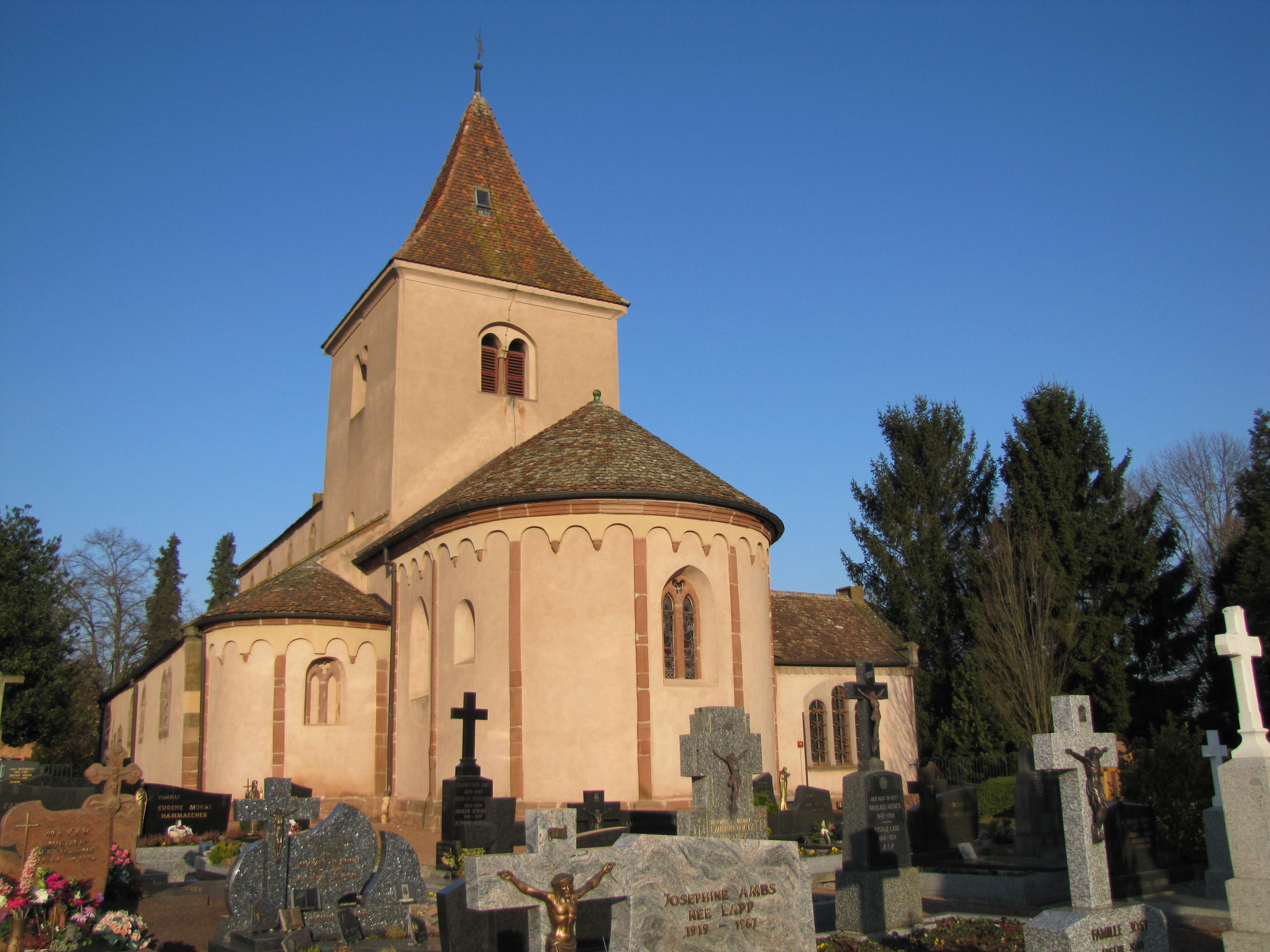
Wallfahrtskirche, geweiht den Aposteln Peter und Paul

In einer Landwirtschaftszone steht eine dreischiffige Wallfahrtskirche. 1888 wurde sie restauriert. 1916 – mitten im Ersten Weltkrieg – war sie dem Verfall nahe und musste erneuert werden.